# South Bay Lakers
South Bay Lakers, conocidos hasta el término de la temporada 2016-2017 como Los Angeles D-Fenders, es un equipo de la NBA Development League, la liga de desarrollo auspiciada por la NBA. El equipo es propiedad de los Lakers, siendo el primer equipo de la NBA que posee en propiedad uno filial en la liga menor.

## Historia
Para la elección del nombre del equipo, los Lakers lo hicieron de una forma muy original. Crearon una especie de cuadro final con 64 apellidos, realizando eliminatorias como si fuera un torneo de tenis. En la final se enfrentaron la candidatura de "Breakers" contra los "D-Fenders". Ganó la primera, pero debido a que ya existía un equipo de una liga menor en California usando dicho nombre, se optó por la candidatura restante. La presentación del nombre y del logo se produjo el 26 de junio de 2006. 
En su debut en la temporada 2006-2007 el equipo terminó con una marca de 23 victorias y 27 derrotas. Al año siguiente se programa el traslado del equipo a las cercanías de Ontario, California, que se completa esa misma temporada. Sin embargo a la temporada siguiente el equipo se muda al Staples Center de Los Ángeles. En 2008 registran un récord de 32 victorias y 18 derrotas y se clasifican para playoffs, donde ganan a Colorado 14ers para finalmente caer ante Idaho Stampede que sería campeón.
En mayo de 2010 se anunció el cese de la actividad de la franquicia para la temporada 2010-2011, aunque el propietario de los Lakers conservaba la propiedad del equipo mientras se le buscaba una reubicación. En ausencia de los D-Fenders los Lakers se afilian a los Bakersfield Jam. 
El 9 de junio de 2011, se anunció que los D-Fenders volverían para 2011-12, jugando en el Toyota Sports Center en las cercanías de El Segundo. El 18 de agosto, anunciaron a Eric Musselman como su nuevo entrenador en jefe. 
La temporada 2011-2012 pasa a la historia de la liga, ya que el equipo consigue la mayor cantidad de victorias en una temporada regular (38) y accede a las finales por el campeonato ante Austin Toros tras superar dos rondas de playoffs ante Iowa y Bakersfield, aunque finalmente se quedan a las puertas del campeonato. La temporada siguiente Reggie Theus tomará las riendas del banquillo, sin embargo el papel del equipo en esta campaña no será tan destacable como en la anterior.
Varios son los jugadores que durante la historia del equipo han pasado por sus filas para posteriormente incorporarse a la NBA, destacando entre otros a Jordan Farmar, Coby Karl o Gerald Green.
En 2017 se decidió cambiar el nombre por el de South Bay Lakers, y trasladar su sede al Toyota Sports Center de El Segundo, California.

## Historial
| Temporada             | División              | Entrenador            | Temporada regular     | Temporada regular     | Temporada regular     | Temporada regular     | Playoffs                                                                                                 |
| Temporada             | División              | Entrenador            | Puesto                | Ganados               | Perdidos              | %                     | Playoffs                                                                                                 |
| --------------------- | --------------------- | --------------------- | --------------------- | --------------------- | --------------------- | --------------------- | --- |
| Los Angeles D-Fenders |                       |                       |                       |                       |                       |                       | |
| 2006–07               | Western               | Dan Panaggio          | 5º                    | 23                    | 27                    | .460                  | No disputa Playoffs                                                                                      |
| 2007–08               | Western               | Dan Panaggio          | 2º                    | 32                    | 18                    | .640                  | Gana 1.ª ronda (Colorado) 102–95 Pierde semifinales (Idaho) 97–90                                        |
| 2008–09               | Western               | Dan Panaggio          | 5º                    | 19                    | 31                    | .380                  | No disputa Playoffs                                                                                      |
| 2009–10               | Western               | Chucky Brown          | 9º                    | 16                    | 34                    | .320                  | No disputa Playoffs                                                                                      |
| 2010–11               | Suspendió operaciones | Suspendió operaciones | Suspendió operaciones | Suspendió operaciones | Suspendió operaciones | Suspendió operaciones | |
| 2011–12               | Western               | Eric Musselman        | 1º                    | 38                    | 12                    | .760                  | Gana 1.ª ronda (Iowa) 2–1 Gana semifinales (Bakersfield) 2-0 Pierde Finales de la D-League (Austin) 1–2  |
| 2012–13               | Western               | Reggie Theus          | 3º                    | 21                    | 29                    | .420                  | No disputa Playoffs                                                                                      |
| 2013–14               | Western               | Bob MacKinnon, Jr.    | 1º                    | 31                    | 19                    | .620                  | Pierde 1.ª ronda (Santa Cruz) 0–2                                                                        |
| 2014–15               | Pacific               | Phil Hubbard          | 4º                    | 17                    | 33                    | .340                  | No disputa Playoffs                                                                                      |
| 2015–16               | Pacific               | Casey Owens           | 2º                    | 27                    | 23                    | .540                  | Gana 1.ª ronda (Reno) 2–1 Gana semifinales (Austin) 2–1 Pierde Finales de la D-League (Sioux Falls) 1–2  |
| 2016–17               | Pacific               | Coby Karl             | 1º                    | 34                    | 16                    | .680                  | Pierde 1.ª ronda (Rio Grande Valley) 1–2                                                                 |
| South Bay Lakers      |                       |                       |                       |                       |                       |                       | |
| 2017–18               | Pacific               | Coby Karl             | 2º                    | 28                    | 22                    | .560                  | Gana 1.ª ronda (Oklahoma) 125–105 Gana Semifinal Conf. (Reno) 126–109 Pierde Final Conf. (Austin) 93–104 |
| 2018–19               | Pacific               | Coby Karl             | 4º                    | 21                    | 29                    | .420                  | No disputa Playoffs                                                                                      |
| 2019–20               | Pacific               | Coby Karl             | 4º                    | 19                    | 25                    | .432                  | Temporada paralizada por COVID–19                                                                        |
| 2020–21               | -                     | -                     | -                     | -                     | -                     | —                     | Temporada paralizada por COVID–19                                                                        |
| 2021–22               | Pacific               | Miles Simon           | 3º                    | 21                    | 11                    | .656                  | Gana 1.ª ronda (Santa Cruz Warriors) 134–123 Pierde semifinales (Agua Caliente Clippers) 110–112         |
| 2022–23               | Pacific               | Miles Simon           | 3º                    | 21                    | 11                    | .656                  | Pierde 1.ª ronda (Rio Grande Valley) 122–124                                                             |
| 2023–24               | Western               | Zach Guthrie          | 11º                   | 18                    | 16                    | .529                  | |
| Temporada regular     | Temporada regular     | Temporada regular     | 386                   | 356                   | .520                  |                       | |
| Playoffs              | Playoffs              | Playoffs              | 13                    | 15                    | .464                  |                       | |

## Líderes estadísticos
Puntos totales temporada regular
| #                                                      | Jugador            | Temporadas      | Promedio | Partidos | Total |
| ------------------------------------------------------ | ------------------ | --------------- | -------- | -------- | ----- |
| 1                                                      | Sean Banks         | 2006 - 2008 (2) |          | 83       | 1673  |
| 2                                                      | Elijah Millsap     | 2011 - act (2)  |          | 85       | 1558  |
| 3                                                      | Brian Chase        | 2006 - 2008 (2) |          | 82       | 1341  |
| 4                                                      | Courtney Fortson   | 2011 - act (2)  |          | 75       | 1313  |
| 5                                                      | Ryan Forehan-Kelly | 2008 - 2010 (2) |          | 81       | 1164  |
| Referencia: Nota actualizados al final temporada 12/13 |                    |                 |          |          |       |

Rebotes totales temporada regular
| #                                                      | Jugador         | Temporadas                    | Promedio | Partidos | Total |
| ------------------------------------------------------ | --------------- | ----------------------------- | -------- | -------- | ----- |
| 1                                                      | Elijah Millsap  | 2011 - act (2)                |          | 85       | 530   |
| 2                                                      | Zach Andrews    | 2011 - act (2)                |          | 73       | 509   |
| 3                                                      | Anthony Kent    | 1984 - 1994 (10)              | 4,4      | 136      | 590   |
| 4                                                      | Marvin Phillips | 2010 - 2012 (2)               | 9,1      | 62       | 562   |
| 5                                                      | Chris Hunter    | 2008 - 2009 / 2010 - 2012 (3) | 8,7      | 58       | 507   |
| Referencia: Nota actualizados al final temporada 12/13 |                 |                               |          |          |       |

Asistencias totales temporada regular
| #                                                      | Jugador            | Temporadas                    | Promedio | Partidos | Total |
| ------------------------------------------------------ | ------------------ | ----------------------------- | -------- | -------- | ----- |
| 1                                                      | Walker Russell Jr. | 2007 - 2009 / 2010 - 2013 (5) | 8,6      | 127      | 1097  |
| 2                                                      | Ron Howard         | 2007 - act (6)                | 2,8      | 197      | 548   |
| 3                                                      | Oliver Lafayette   | 2009 - 2011 (2)               | 5,6      | 69       | 386   |
| 4                                                      | Earl Calloway      | 2007 - 2008 (1)               | 5,7      | 49       | 281   |
| 5                                                      | Roderick Wilont    | 2007 - 2008 / 2009 - 2011 (3) | 1,2      | 144      | 167   |
| Referencia: Nota actualizados al final temporada 12/13 |                    |                               |          |          |       |